# Ludivine Sagnier
Pour les articles homonymes, voir Sagnier.
Ludivine Sagnier est une actrice française, née le 3 juillet 1979 à Saint-Cloud (Hauts-de-Seine).
Elle est révélée au début des années 2000 par François Ozon, qui la dirige dans les drames Gouttes d'eau sur pierres brûlantes, Huit Femmes, puis le thriller Swimming Pool.
Elle est ensuite en tête d'affiche pour des œuvres remarquées des réalisateurs Claude Miller, Claude Chabrol et Christophe Honoré.

## Biographie

### Origines et formation
Née en 1979 d'un père haut fonctionnaire et d'une mère impliquée dans la réinsertion des SDF, Ludivine Sagnier a une sœur aînée prénommée Delphine. Elle passe son enfance à Sèvres (Hauts-de-Seine) où elle commence le théâtre à l'âge de 6 ans. 
En 1994, l’année de ses 15 ans, elle étudie au conservatoire de Versailles ; elle y remporte les premiers prix aux concours classique et moderne.
Devenue indépendante financièrement (grâce aux doublages de films américains et de dessins animés), elle quitte la maison familiale à 17 ans pour suivre des études de lettres.
De 18 à 20 ans, elle exerce le métier d'organisatrice de concerts et d'attachée de presse, pour un collectif musical de reggae et de ragga.

### Débuts et révélation (1989-2001)
À 9 ans, elle fait sa première apparition au cinéma dans le film Les Maris, les Femmes, les Amants, réalisé par Pascal Thomas et sorti en 1989. Jusqu'à 1990, elle enchaîne plusieurs petits rôles (à la télévision dans La Famille Fontaine), sous la direction d'Alain Resnais et de Jean-Paul Rappeneau dans Cyrano de Bergerac, elle déclare : « Me retrouver sur le plateau de Cyrano de Bergerac avec Gérard Depardieu était vraiment magique ». En 1994, le réalisateur Luc Besson l'engage pour faire le doublage français du personnage de Natalie Portman dans le film Léon.
Après un intermède pour suivre des études de comédienne puis commencer des études de lettres, elle revient sur grand écran en 1999. Âgée de 19 ans, elle défend des rôles secondaires dans le biopic Rembrandt de Charles Matton, et le drame historique Les Enfants du siècle de Diane Kurys, où elle côtoie Juliette Binoche et Benoît Magimel.
L'année 2000 marque un tournant : elle apparait dans trois films : d'abord en faisant partie de la distribution principale de la co-production britannique Toothache, de Ian Simpson, puis en tenant le premier rôle du nanar Bon Plan, de Jérôme Lévy. Elle est surtout dirigée pour la première fois par François Ozon dans Gouttes d'eau sur pierres brûlantes, une adaptation d'une pièce de théâtre de Rainer Werner Fassbinder.
En 2001, elle se contente d'un second rôle dans le drame Un jeu d'enfants de Laurent Tuel, aux côtés de Karin Viard et Charles Berling et fait partie de la distribution principale de la première réalisation d'Yvan Attal, le drame Ma femme est une actrice. Mais c'est en 2002 qu'elle est vraiment révélée au grand public. Elle est en effet choisie par Ozon pour prêter ses traits à la benjamine de l'impressionnante distribution réunie pour la comédie musicale Huit Femmes. Le film est un succès critique et commercial, ce qui lui vaut le trophée Chopard de la révélation féminine au Festival de Cannes 2002 (ex æquo avec Paz Vega) et le prix Romy-Schneider en 2003. Lors de la Berlinale 2002, elle remporte également l'Ours d'argent « pour une contribution artistique exceptionnelle » décerné à l'ensemble de la distribution féminine du film.

### Confirmation critique (2003-2010)

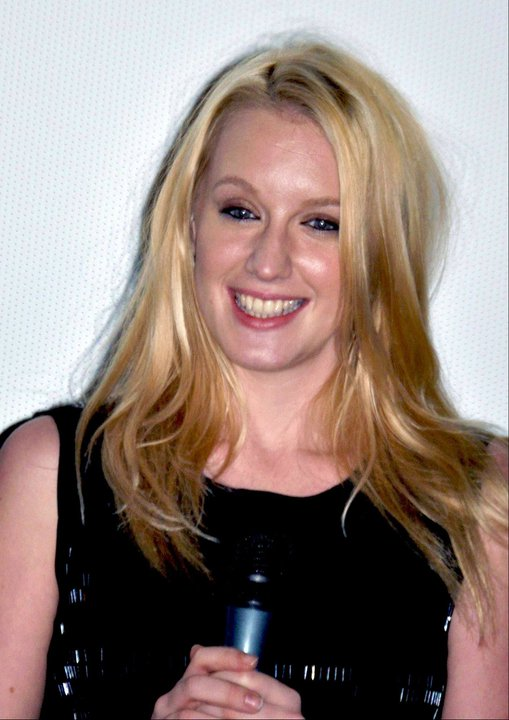
L'actrice pour la présentation de Pieds nus sur les limaces à l'avant-première du film à Paris.

L'année 2003 lui permet de confirmer. Elle évolue aux côtés de Daniel Auteuil et Emmanuelle Devos pour le drame Petites coupures de Pascal Bonitzer. Après l'avoir révélé en jeune ingénue, François Ozon l'impose en tant que femme fatale ; elle évolue en effet face à Charlotte Rampling dans le thriller psychologique Swimming Pool,,,. Elle joue dans la foulée dans La Petite Lili de Claude Miller, sélectionné en compétition officielle Festival de Cannes 2003, et prête ses traits à la fée Clochette dans le blockbuster hollywoodien Peter Pan de P. J. Hogan.
En 2005, elle fait confiance à la révélation Xavier Giannoli pour la diriger dans le drame franco-belge Une aventure, où, teinte en brune, elle donne la réplique à Nicolas Duvauchelle, pour qui elle a un coup de foudre sur le tournage. Elle participe aussi au film à sketch-es Paris, je t'aime, dans le segment Parc Monceau, où elle est dirigée par le cinéaste mexicain Alfonso Cuarón. En 2006, elle fait face à Nathalie Baye, tête d'affiche du drame La Californie, écrit et réalisé par Jacques Fieschi.
L'année 2007 lui permet de défendre quatre projets attendus : elle retrouve d'abord Claude Miller pour le drame Un secret, aux côtés de Patrick Bruel et Cécile de France ; puis fait partie du casting quatre étoiles réuni par Laurent Tirard pour le biopic Molière ; revient au musical devant la caméra de Christophe Honoré, dans le premier rôle du drame musical Les Chansons d'amour ; et enfin s'impose une nouvelle fois en tête d'affiche du polar La Fille coupée en deux, de Claude Chabrol,.
En 2008, elle prête ses traits à Sylvia Jeanjacquot (dernière compagne du criminel Jacques Mesrine) dans l'ambitieux biopic en deux parties L'Instinct de mort et L'Ennemi public nº 1 du réalisateur Jean-François Richet, avec Vincent Cassel dans le rôle-titre,.
En 2010, elle évolue aux côtés de Diane Kruger dans la comédie Pieds nus sur les limaces, de Fabienne Berthaud,,, et retrouve Christophe Honoré pour un autre film musical Les Bien-aimés, où elle prête ses traits à une version jeune du personnage incarné par Catherine Deneuve. Et avec Kristin Scott Thomas, elle est la tête d'affiche du thriller psychologique Crime d'amour, d'Alain Corneau,.

### Diversification (depuis 2011)

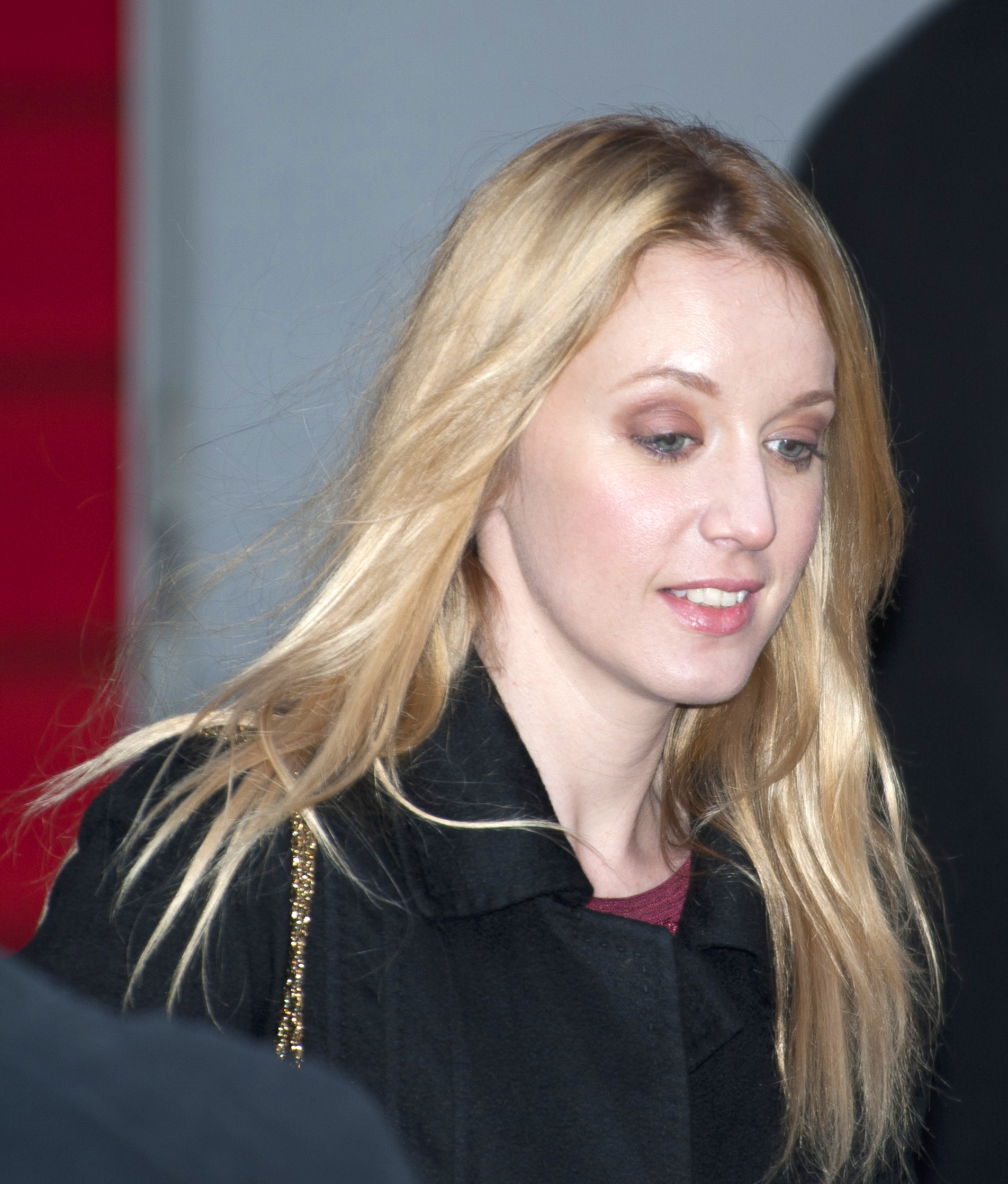
L'actrice à la Berlinale 2011 pour la première deThe Devil's Double.

En 2011, elle tient le premier rôle féminin du thriller belgo-allemand The Devil's Double, réalisé par le néo-zélandais Lee Tamahori ; elle y tient le rôle de Sarrab, l'une des maîtresses d'Oudaï Hussein (le fils aîné de Saddam Hussein). Et en 2012, elle monte sur les planches pour Nouveau roman, mise en scène par Christophe Honoré, et pour une tournée au Festival d'Avignon et au théâtre national de la Colline ; elle y joue le rôle de Nathalie Sarraute,,.
En 2013, elle s'essaye à la comédie romantique en partageant l'affiche d'Amour et Turbulences, avec Nicolas Bedos, devant la caméra d'Alexandre Castagnetti. Elle fait partie du jury « Un certain regard » au Festival de Cannes 2013. En octobre 2013, elle est actrice dans une création théâtrale originale de Philippe Katerine au Centre Pompidou de Paris, avec un canapé aux formes capitonnées et arrondies, désigné par Robert Stadler. Au travers plusieurs saynètes, il s'agît d'une description de ce mobilier singulier, en suggérant une relecture critique et décalée des valeurs et des codes de la bourgeoisie ; elle partage l'affiche avec les acteurs Éric Cantona et Roland Menou,.
En 2014, elle fait partie du trio hétéroclite menant la comédie dramatique Tristesse Club de Vincent Mariette, puis prête ses traits à une mère de famille décalée pour l'adaptation de bande dessinée jeunesse Lou ! Journal infime, par Julien Neel, son propre auteur, qui s'essaye pour la première fois à la réalisation.
En 2015, elle donne la réplique à Reda Kateb pour le drame franco-belge La Résistance de l'air, de Fred Grivois,.
En 2016, elle s'essaie aux séries télévisées, en tenant le rôle de Esther aux côtés notamment de Jude Law, dans les dix épisodes de la série historique The Young Pope diffusée en France sur Canal+, écrite et réalisée par Paolo Sorrentino.
En 2017, elle tourne dans une grosse production, Rémi sans famille, adaptation cinématographique du célèbre roman d'Hector Malot. Sous la direction d'Antoine Blossier, elle joue Mme Barberin, la mère adoptive de Rémi, interprété par le jeune Maleaume Paquin, aux côtés de Daniel Auteuil (Me Vitalis), mais aussi de Virginie Ledoyen (Mme Harper) et Jonathan Zaccaï (Jérome Barerberin). La sortie du film est programmée pour le 12 décembre 2018.
Un mois plus tôt, elle partage l'affiche de la comédie dramatique Lola et ses frères avec José Garcia et Jean-Paul Rouve, lui-même co-scénariste et réalisateur,.
En 2021, elle fait partie de la série Lupin diffusée sur Netflix. Elle y tient le rôle de la compagne du personnage principal joué par Omar Sy.

### Vie privée
Durant son enfance, Ludivine Sagnier souffre d'une tumeur bénigne à l'intestin, puis d'une méningite.
Elle a eu pour compagnon le comédien Nicolas Duvauchelle, rencontré sur le tournage d'Une aventure, avec qui elle a une fille, Bonnie (référence au film Bonnie et Clyde), née en mars 2005,. Cette dernière apparaît dans Les Bien-aimés de Christophe Honoré en 2011 et en 2021 aux côtés de sa mère dans La Ruche. 
Depuis 2008, Ludivine Sagnier est la compagne du réalisateur Kim Chapiron (Sheitan, Dog Pound, La Crème de la crème), avec qui elle a deux filles, Ly Lan, née en janvier 2009 et Tàm, née fin décembre 2014. L'aînée, Ly Lan, apparaît dans Les méchants en 2021.

### Engagement
En 2008, Ludivine Sagnier déclare se rendre régulièrement à la prison de Fleury-Mérogis dans le cadre d'un atelier de radio ou de télévision interne, pour « transmettre une énergie positive » aux détenus hommes et femmes.
En mars 2023, elle s'oppose à une réforme qui « va frapper plus durement ceux qui exercent les métiers les plus difficiles », contestée par le mouvement contre le projet sur les retraites en signant une pétition s'adressant au chef de l’État pour demander le retrait immédiat du projet, considéré, selon la pétition : « injuste, inefficace, touchant plus durement les plus précaires et les femmes ».

## Filmographie

### Cinéma

#### Longs métrages
- 1989 : Les Maris, les Femmes, les Amants de Pascal Thomas : Élodie
- 1989 : I Want to Go Home d'Alain Resnais : la petite fille de la place du village
- 1990 : Cyrano de Bergerac de Jean-Paul Rappeneau : La petite sœur à la pâtisserie (non créditée)
- 1999 : Rembrandt de Charles Matton : Cornelia
- 1999 : Les Enfants du siècle de Diane Kurys : Hermine Musset
- 2000 : Gouttes d'eau sur pierres brûlantes de François Ozon : Anna
- 2000 : Bon Plan de Jérôme Lévy : Clémentine
- 2001 : Un jeu d'enfants de Laurent Tuel : Daphné, la baby-sitter
- 2001 : Ma femme est une actrice d'Yvan Attal : Géraldine
- 2002 : Huit Femmes de François Ozon : Catherine
- 2003 : Petites coupures de Pascal Bonitzer : Nathalie
- 2003 : Swimming Pool de François Ozon : Julie
- 2003 : La Petite Lili de Claude Miller : Lili
- 2003 : Peter Pan de P. J. Hogan : la fée Clochette
- 2005 : Une aventure de Xavier Giannoli : Gabrielle
- 2005 : Foon de Benoît Pétré, Deborah Saïag, Mika Tard et Isabelle Vitari : La Reine du bal de l'an dernier
- 2006 : Paris, je t'aime (segment Parc Monceau) d'Alfonso Cuarón : Claire
- 2006 : Rage de dents (Toothache) de Ian Simpson : Anna
- 2006 : La Californie de Jacques Fieschi : Hélène
- 2006 : Coup de sang de Jean Marbœuf : La serveuse
- 2007 : Un secret de Claude Miller : Hannah
- 2007 : Molière de Laurent Tirard : Célimène
- 2007 : Les Chansons d'amour de Christophe Honoré : Julie
- 2007 : La Fille coupée en deux de Claude Chabrol : Gabrielle Deneige
- 2008 : L'Instinct de mort de Jean-François Richet : Sylvia Jeanjacquot
- 2008 : L'Ennemi public n° 1 de Jean-François Richet : Sylvia Jeanjacquot
- 2010 : Pieds nus sur les limaces de Fabienne Berthaud : Lily
- 2010 : Crime d'amour d'Alain Corneau : Isabelle
- 2011 : Les Bien-aimés de Christophe Honoré : Madeleine jeune
- 2011 : The Devil's Double de Lee Tamahori : Sarrab
- 2013 : Amour et Turbulences d'Alexandre Castagnetti : Julie
- 2014 : Tristesse Club de Vincent Mariette : Chloé
- 2014 : Lou ! Journal infime de Julien Neel : Emma
- 2015 : La Résistance de l'air de Fred Grivois : Delphine
- 2018 : Lola et ses frères de Jean-Paul Rouve : Lola
- 2018 : Rémi sans famille d'Antoine Blossier : Madame Barberin, la mère adoptive
- 2019 : Fourmi de Julien Rappeneau : Chloé
- 2019 : Un monde plus grand de Fabienne Berthaud : Louise
- 2019 : La Vérité de Hirokazu Kore-eda : Anna
- 2020 : La Forêt de mon père de Vero Cratzborn : Carole
- 2021 : Les Méchants de Mouloud Achour et Dominique Baumard  : Virginie Arioule
- 2022 : La Ruche de Christophe Hermans : Alice
- 2022 : Adieu Paris d'Édouard Baer : la fille de Michaël
- 2023 : Napoléon de Ridley Scott : Thérésa Tallien (version longue uniquement[53])
- 2024 : Leurs enfants après eux de Zoran et Ludovic Boukherma : Hélène
- 2024 : Quand vient l'automne de François Ozon : Valérie
- 2025 : Mika ex machina[54]

#### Courts métrages
- 1999 : Mon frère de Matthias Fégyvères : Sophie
- 1999 : Acide animé de Guillaume Bréaud : Anna
- 2000 : Guedin de Frédy Busso : Lola
- 2000 : Des monstres à l'état pur de Sylvie Meyer : Ginnie
- 2000 : Un soir où la lune était blanche de Rodolphe Tissot : la soeur
- 2002 : Les Frères Hélias de Fredy Busso : Victoire

### Télévision

#### Téléfilms
- 1992 : Vacances au purgatoire de Marc Simenon : Sophie
- 1996 : Le Secret d'Iris d'Élisabeth Rappeneau : Mylène
- 1998 : Meurtres sans risque de Christiane Spiero : Virginie Gallais
- 1998 : À nous deux la vie d'Alain Nahum : Charlotte
- 1998 : Passion interdite de Thierry Binisti : Estelle
- 2000 : La Banquise de Pierre Lary : Anna
- 2002 : Marie Marmaille de Jean-Louis Bertuccelli : Marie

#### Séries télévisées
- 1990 : La Famille Fontaine de Christiane Lehérissey et Michel Picard : Anne-Sophie
- 1991 : Maigret : une écolière (un épisode)
- 2002 : Navarro : Vanessa Berger (saison 14, épisode 6 Sur ma vie de Patrick Jamain)
- 2002 : Napoléon (mini-série) d'Yves Simoneau : Hortense de Beauharnais
- 2005 : Mission protection rapprochée : Laetitia (épisode Trois en un de Dennis Berry)
- 2016 : The Young Pope (mini-série) de Paolo Sorrentino : Esther
- 2019 : The New Pope (mini-série) de Paolo Sorrentino : Esther
- 2021 : 6 x confiné.e.s : Mélanie (épisode Jusqu'à Saint-Molart d'Alice Moitié)
- 2021-2023 : Lupin : Claire
- 2022 : The Serpent Queen, créée par Justin Haythe : Diane de Poitiers
- 2024 : Franklin (mini-série) : Anne Louise Brillon de Jouy

### Clips
- 2010 : Quitte moi d'Oxmo Puccino, réalisé par Kim Chapiron
- 2016 : Les Potos d'Oxmo Puccino, réalisé par Vincent Desailly et Jade Lombard

## Doublage

### Cinéma

#### Films
- Natalie Portman dans :
  - Léon (1994) : Mathilda
  - Beautiful Girls (1996) : Marty

- 1991 : My Girl : Vada Margaret Sultenfuss (Anna Chlumsky)
- 1994 : À chacun sa guerre : Lidia Simmons (Lexi Randall)
- 1994 : The Crow : Sarah (Rochelle Davis)
- 1998 : L'Homme qui murmurait à l'oreille des chevaux : Grace Maclean (Scarlett Johansson)
- 1999 : Elmo au pays des grincheux : une grincheuse (?) (voix)
- 2001 : Les Visiteurs en Amérique : Angélique (Tara Reid)
- 2001 : Ce que veulent les femmes : Alexandra Marshall (Ashley Johnson)
- 2007 : Angel : Angel Deverell (Romola Garai)

#### Films d'animation
- 1998 : Fievel et le Trésor perdu : Cholena
- 2000 : La Belle et le Clochard 2 : L'Appel de la rue : Ange
- 2001 : La Cour de récré : Vive les vacances ! : Spinelli
- 2001 : La Cour de récré : Les Vacances de Noël : Spinelli
- 2003 : La Légende de Parva : Lula
- 2003 : La Cour de récré : Les Petits contre-attaquent : Spinelli
- 2004 : Gang de requins : Angie
- 2011 : Un monstre à Paris : Maud
- 2019 : La légende de Klaus : Alva
- 2021 : Où est Anne Frank ! : Kitty

### Télévision

#### Série télévisée
- 2016 : The Young Pope de Paolo Sorrentino : Esther (elle-même)

#### Séries d'animation
- 1997 : La Pimpa[55] : Pimpa
- 1997-1998 : Les 101 Dalmatiens, la série : Lucky
- 1997-2001 : La Cour de récré : Ashley Spinelli
- 1998-2001 : Les Supers Nanas : la princesse Plénozas (1re voix, saisons 1 à 3)

### Jeu vidéo
- 2017 : Call of Duty: WWII : Rousseau (en anglais, français et allemand)

## Théâtre
- 1998 : L'importance d'être Constant d'Oscar Wilde, mise en scène Jean-Luc Tardieu, Maison de la Culture de Loire-Atlantique Nantes, Théâtre des Champs-Élysées (Paris)
- 2012 : Nouveau roman de Christophe Honoré, mise en scène de l'auteur, tournée, Festival d'Avignon, Théâtre national de la Colline (Paris)
- 2022 : Le Consentement de Vanessa Springora, mise en scène Sébastien Davis, Théâtre de la Ville (Paris)[56]
- 2024 : Le Consentement de Vanessa Springora, mise en scène Sébastien Davis, Théâtre du Rond-Point (Paris)

## Distinctions

### Récompenses
- Lutins du court métrage 1999 : lutin de la meilleure actrice pour Acide aminé[3]
- Berlinale 2001 : Shooting Stars de la Berlinale
- Berlinale 2002 : Ours d'argent pour la « meilleure contribution artistique individuelle », attribué aux huit actrices du film pour Huit Femmes
- Prix du cinéma européen 2002 : Meilleure actrice attribuée aux huit actrices du film pour Huit Femmes
- Festival de Cannes 2002 : Trophée Chopard : révélation féminine pour Huit Femmes (ex æquo avec Paz Vega).
- Prix Romy-Schneider 2003 pour Huit Femmes

### Nominations
- César 2003 : meilleur espoir féminin pour Huit Femmes
- Boston Society of Film Critics 2003 : meilleure actrice dans un second rôle pour Swimming Pool
- César 2004 : meilleure actrice dans un second rôle pour Swimming Pool
- Chlotrudis Awards 2003 : meilleure actrice dans un second rôle pour Swimming Pool
- César 2008 : meilleure actrice dans un second rôle pour Un secret
- Lumières 2008 : meilleure actrice pour La Fille coupée en deux
- Molières 2024 : Molière seul(e) en scène pour Le consentement

### Jury de festival
- 2003 : jurée au Festival du cinéma américain de Deauville
- 2006 : jurée au Festival international du film de Marrakech
- 2007 : jurée au Festival du film de La Réunion
- 2013 : jurée « Un certain regard » au Festival de Cannes
- 2018 : jurée au Festival du film de Cabourg
- 2020 : jurée au Festival international du film de Venise